# Route de la Terrasse
La route de la Terrasse est une voie située dans le 12e arrondissement de Paris, en France.

## Origine du nom

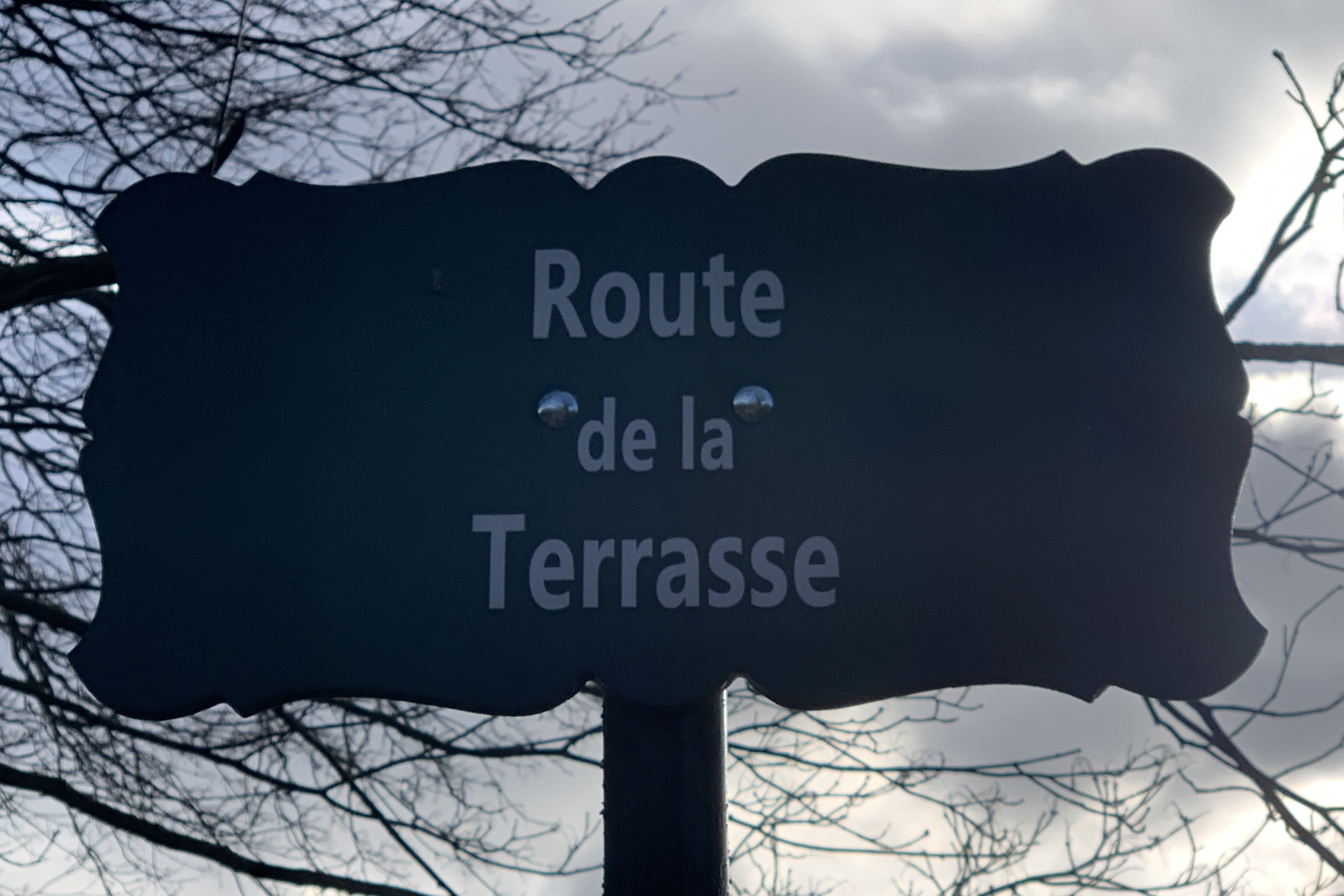
Plaque de la route.

## Bâtiments remarquables et lieux de mémoire
- Cimetière de Saint-Maurice.